# Stefan Junestrand
Stefan Junestrand, född 1967, är en svensk arkitekt, doktor i arkitektur, som arbetar inom områdena intelligenta byggnader och smarta städer.
Junestrand har forskat, bland annat på Arkitekturskolan KTH, KTH (1995-2004), Centrum för användarorienterad IT-design (CID) på NADA, KTH (1997-1999) och Interactive Institute (1998-1999). Han har skrivit flera böcker och publicerat mer än ett dussin vetenskapliga artiklar inom områdena intelligenta byggnader, digitala hem och digitala rum.
Junestrand har även arbetat som arkitekt i Leal & Junestrand Arkitekter.
Junestrand är sedan 2000 bosatt i Madrid, och medgrundare och VD för Grupo Tecma Red,ett media- och kunnskapsföretag specialiserat på energieffektivitet, miljövänligt byggande och ny teknik för byggnader och städer. 